# Aetheolirion
Aetheolirion é um género botânico pertencente à família Commelinaceae.

## Espécies
Apresenta uma única espécie:
- Aetheolirion stenolobium